# Akseki
Akseki ist eine türkische Stadt im gleichnamigen Landkreis der türkischen Provinz Antalya und gleichzeitig ein Stadtbezirk der 1993 geschaffenen Büyükşehir belediyesi Antalya (Großstadtgemeinde/Metropolprovinz). Die Stadt liegt 154 km vom Zentrum der Stadt Antalya entfernt, umgeben von grünen Pinienwäldern, inmitten des Taurusgebirges.
Laut Stadtlogo erhielt der Ort 1864 den Status einer Belediye (Gemeinde).